# Instituto Atlético Central Córdoba (baloncesto)
La sección de básquet del Instituto Atlético Central Córdoba es la representante de dicha institución en ese deporte. Popularmente conocido como Instituto o "La Gloria", el equipo disputa la Liga Nacional de Básquet tras lograr el campeonato y el ascenso en el Torneo Nacional de Ascenso 2014-15.
Instituto fue uno de los clubes fundadores de la Liga Nacional al haber participado en la primera edición del máximo torneo nacional y en la segunda, en las que no tuvo una buena participación y perdió la categoría.
Luego de muchos años deambulando por los torneos de ascenso, el equipo volvió a la Liga Nacional de Básquet tras lograr el campeonato y el ascenso en el Torneo Nacional de Ascenso 2014-15.
En 2017 fue subcampeón del Torneo Súper 20 2017 al caer derrotado en la final por San Martín de Corrientes.
En 2018 el equipo fue subcampeón de Sudamérica. Cayó en la final de la Liga Sudamericana ante el Franca BC.
A mediados de 2019 fue subcampeón de la temporada 2018-19 de la Liga Nacional, cayendo ante San Lorenzo de Almagro en la final.
En 2021 Instituto logró su primer título en la élite del básquet argentino al consagrarse campeón del Torneo Súper 20 2021 luego de vencer en la final a Gimnasia y Esgrima de Comodoro Rivadavia por 80 a 66. Nicolás Romano fue el MVP de dicha final.
Logró su primer campeonato de Liga Nacional de Básquet en la temporada 2021-22 luego de vencer en la final a Quimsa por 3 juegos a 2, con  Martín Cuello como MVP en la final.
Se consagró campeón de la Supercopa de la LNB 2022 al vencer nuevamente a Quimsa, con un marcador de 86 a 81. Tayavek Gallizzi fue el MVP del partido.
En 2023 logró su primer título internacional al vencer a Titanes de Barranquilla por la Liga Sudamericana de Clubes. Nathan Hoover fue elegido como MVP del torneo.

## Historia

### Principios
En 1984 participa en la liga de transición entre el "Campeonato Argentino de Clubes" y la futura máxima división. Juega 18 partidos, con una victoria, dieciséis derrotas y un partido al cual no se presentó. En 1985 participa de la primera edición de la Liga Nacional de Básquet, torneo impulsado para mejorar el deporte a nivel federal y nacional en el país. Ese primer año lo termina con 29 partidos jugados, donde tan solo ganó nueve. Al año siguiente baja su rendimiento y tan solo logra 8 victorias sobre 31 partidos, perdiendo así la categoría.
En 1987 juega la segunda división nacional, o Liga B, donde termina sexto sobre los 34 participantes, jugando el hexagonal final, donde cinco de los seis equipos ascendían. Al siguiente torneo también llega al hexagonal final, y repite posición. En su tercer año en la "B" termina al borde del descenso, siendo el último posicionado de los no descendidos. En 1990, en el torneo corto que se realizó, el equipo quedó sexto sobre 32 participantes, pero fuera del cuadrangular final. Esa fue su última participación en los torneos nacionales desde el comienzo de los mismos.
En 1996 le compra la plaza a Estudiantes de Olavarría y así vuelve a la segunda división, disputando el Torneo Nacional de ese año. Finalizó noveno y mantuvo la categoría, al año siguiente terminó decimotercero y en su tercera temporada perdió la categoría al finalizar penúltimo.

### 2011 - 2014: Vuelta al plano nacional
En el año 2011 los dirigentes de "la gloria" sostenían que, por la historia que tiene la institución, por haber participado en la primera edición de la primera división, les correspondía poder comprar una plaza en la segunda división, el Torneo Nacional de Ascenso, sin tener que jugar la tercera división, hasta aquel entonces "Liga Argentina" o "Liga B". Al no ser posible esto, y al haber surgido un nuevo campeonato, en el 2011 el equipo debuta en la tercera división nacional, el Torneo Federal de Básquetbol. El nuevo certamen pretendía ampliar la cantidad de participantes, regionalizando la competencia y facilitando el desarrollo de los clubes.
En su primera temporada en el Federal, el equipo comenzó el torneo con una victoria ante Sociedad Española de San Luis. Después de una fase regular buena, Instituto arrancó los play-offs ante el equipo más austral que la competencia tenía, Hispano Americano de Río Gallegos. El primero se jugó en Santa Cruz y fue para el local 84 a 79, mientras que los hipotéticos dos restantes se jugaban en Córdoba. En el Ángel Sandrín, el local ganó el segundo 93 a 86 y forzó un tercero, que también fue ganado por el equipo cordobés, esta vez 82 a 69. La siguiente eliminatoria eran las semifinales regionales, donde Instituto sorteo, nuevamente en tres juegos, a Independiente de Tandil. En la final regional, aquella que definía el elenco que ascendiera, "la gloria" se enfrentó a San Lorenzo de Chivilcoy en una serie al mejor de tres. El equipo chivilcoyano venció en dos juegos y, como local, accedió a la definición del certamen. Por su parte, Instituto tuvo la chance de acceder al segundo ascenso al enfrentarse al otro semifinalista, Brown de San Vicente. Tras derrotarlo, nuevamente se enfrentó a San Lorenzo, pero esta vez, definiendo el ascenso. Nuevamente ganó el equipo de Buenos Aires y así, el equipo quedó tercero y a las puertas del ascenso en su primera participación.
Antes de comenzar la temporada 2012-13 del Torneo Federal, Instituto, que por su actuación en la temporada previa se encontraba en lista de espera para poder comprar plaza en el TNA, oficializó su vuelta a la segunda división nacional. En el TNA 2012-13 comenzó la primera fase en el grupo 2, donde sumó diez puntos producto de cuatro victorias y dos derrotas, puntos que luego fueron divididos en dos para la segunda fase. En esa fase y tras altibajos, terminó sexto y clasificado a los play-offs. A pesar de no tener ventaja de localía, el equipo superó a Alvear de Villa Ángela en cinco partidos, ganando el último en Villa Ángela. Tras superar esa fase, se enfrentó a Quilmes de Mar del Plata, mejor equipo de la zona sur. La serie comenzó en Mar del Plata, donde el local ganó los dos partidos. Días más tarde, "la gloria" ganó el primero como local y se ilusionaba con llevar la serie a un quinto partido, sin embargo, el equipo marplatense mostró superioridad en el último cuarto (25 a 11) y se quedó con el pase de ronda.
La segunda temporada de la gloria fue similar a la primera, la fase regular la sorteó sin destacar para acceder a los play-offs como sexto de la zona norte. En los enfrentamientos directos se enfrentó a Sport Club Cañadense, tercero de la zona sur, al cual eliminó en cuatro partidos, para después enfrentar al mejor equipo de la zona norte, San Isidro de San Francisco. Nuevamente "la gloria" ganó en cuatro partidos y así llegó a las semifinales de la competencia. En semifinales se abría la competencia de manera que hay dos caminos para lograr el ascenso, el primero era ganar las semifinales y la final y así, además ser el campeón del torneo. Por el otro lado, si perdían en las semifinales, había una ronda repechaje entre los perdedores de las semifinales a los cuales luego se sumaba el perdedor de la final. En semifinales estaba San Martín de Corrientes, elenco que terminó segundo en la zona norte. El primer partido fue ganado por el equipo cordobés como visitante, pero días más tarde ganó el local y empató la serie. En Alta Córdoba, el local ganó sus dos partidos como local y avanzó a la final de la competencia, acercándose al ascenso. En la final se enfrentó a Ciclista Juninense, equipo que superó claramente a "la gloria" y, tras ganar 3 a 0 la serie, ascendió a la Liga Nacional. Por su parte, Instituto disputó el segundo ascenso ante San Martín de Corrientes, esta vez, sin la suerte previa, ya que el equipo correntino superó al cordobés en tres partidos y logró el segundo ascenso.

### 2014 - 2015: Campeón del TNA y ascenso a la Liga Nacional
En su tercera temporada en el TNA, Instituto se armó con Emiliano Martina, Juan Kelly, Nicolás Zurschmitten, Pablo Bruna, Lucas González, Federico Mansilla, Javier Cáceres, Marcos Jovanovich y el extranjero Scott Cutley. El entrenador fue Osvaldo Ardúh. Fue emparejado en la primera fase en una zona íntegramente cordobesa, donde ganó nueve de los doce partidos. La segunda fase también fue buena, ganando dieciocho de veintidós partidos y clasificando a la disputa del segundo ascenso, donde enfrentó al mejor de la conferencia sur, 9 de Julio de Río Tercero, y, el ganador de ambos partidos disputaría ante el subcampeón del TNA el segundo ascenso. Instituto ganó la serie de tres partidos. Al haber sido uno de los mejores de la conferencia clasificó a cuartos de final de manera directa, donde enfrentó al peor de los clasificados de la misma conferencia. "La gloria" derrotó en tres juegos a La Unión de Colón para después hacer lo mismo contra Estudiantes de Olavarría. En las semifinales se enfrentó al segundo mejor equipo de la conferencia sur, Ferro Carril Oeste de Buenos Aires. A pesar de parecer reñida la serie, el equipo de Alta Córdoba arrasó, y, en Capital Federal, logró el ascenso a la Liga Nacional. La final del torneo fue ante 9 de Julio de Río Tercero, lo que le aseguró el ascenso a ambos equipos. Además de lograr el ascenso, "la gloria" logró el campeonato al ganar la serie en cinco partidos. Además, Pablo Bruna, jugador del equipo fue nombrado mejor jugador del torneo.

### 2015 - 2017: Temporadas en Liga Nacional
La gloria comenzó su segundo paso por la máxima categoría con la llegada del entrenador Maximiliano Seigorman y la de varios jugadores, como Justin Ray Giddens y Jaz Cowan, ambos extranjeros, y los nacionales experimentados Alejandro Zilli y Mariano Byró, que se sumaron a los juveniles Fernando Martina, Pablo Bruna y Federico Mansilla. Siendo uno de los equipos de menor presupuesto, la primera fase de Instituto no fue mala, terminó con 7 victorias y 11 derrotas, mientras que en la segunda fase, tras estar 12-18 en victorias, el equipo vio peligrar su continuidad en la máxima división y cortó al entrenador y lo reemplazo con Ariel Rearte. Bajo la conducción del nuevo entrenador, el equipo llegó a estar cerca de clasificar a los play-offs y lejos del descenso pero decayó sobre el final y, si bien mantuvo la categoría, no logró pasar a la postemporada.
Además de esta participación en la máxima categoría, también tuvo la posibilidad de disputar la Liga de Desarrollo, competencia para jugadores juveniles en la que llegó a semifinales tras ser uno de los mejores cuatro equipos de la conferencia norte con un récord de 13 victorias y 7 derrotas. En cuartos de final venció como local a Regatas Corrientes y en semifinales cayó ante Bahía Basket, que luego sería campeón.
Para la temporada 2016-17 el equipo se reforzó con varios jugadores reconocidos como Sam Clancy, Jr., John DeGroat y Rodney Green entre los internacionales, a los cuales se sumaron Pablo Bertone, y Diego Ciorciari y Miguel Gerlero que venían de San Martín de Corrientes. El entrenador continuó siendo Ariel Rearte, mientras que Pablo Bruna y Alejandro Zilli renovaron contrato. Durante la temporada se sumó Gastón Whelan y Darren Phillip, mientras que Alejandro Zilli dejó el equipo. El equipo cerró la primera fase con un registro de 8 victorias y 10 derrotas, y mejoró en la segunda ronda, alcanzando así 31 victorias en la tabla general, 23 durante la segunda ronda, que lo colocaron en el quinto puesto, donde accedió a play-offs. Durante la temporada tuvo grandes resultados, como haber ganado los cuatro encuentros del clásico ante Atenas. En los cuartos de final de la conferencia norte se enfrentó con el cuarto equipo de la conferencia, Ciclista Olímpico en una serie al mejor de cinco partidos. Tras caer en los dos primeros encuentros, la gloria descontó la serie en el tercer juego, primero de los dos partidos a jugarse en el Sandrín, pero en el cuarto partido no corrió con la misma suerte y Ciclista Olímpico ganó el partido y la serie.

### 2017 - 2019: Protagonismo local e internacional
Finalizada la temporada 2016-17 y antes del comienzo de la siguiente el entrenador Ariel Rearte dejó el cargo. Fue reemplazado por Facundo Müller. El equipo, integrado por Santiago Scala, Luciano González, Cristian Amicucci, Gastón Whelan, Miguel Gerlero, Facundo Piñero, Enzo Rupcic y los extranjeros Sam Clancy, Jr., Dwayne Davis y Lenjo Kilo, que luego fue reemplazado por Kevin Langford. El primer torneo que disputó fue el Torneo Súper 20 2017, torneo de pretemporada oficial, donde integró el grupo B junto con Atenas, Salta Basket, Ciclista Olímpico y Quimsa. Tras ganar siete partidos y solo caer en el primer partido ante Quimsa, Instituto accedió a octavos de final donde se enfrentó con Regatas Corrientes, al cual eliminó en dos partidos (106 a 104 y 99 a 95). Los cuartos de final fueron ante La Unión de Formosa, al cual también eliminó en dos partidos (87 a 79 y 94 a 77). Tras esas victorias en play-offs, accedió al Final Four, que se licitó entre los cuatro participantes e Instituto salió ganador tras superar las propuestas de Gimnasia de Comodoro Rivadavia y San Lorenzo de Buenos Aires.

Cuando entramos en playoffs la gente de la AdC ya nos había preguntado si estábamos interesados en licitar la Final 4. Nosotros, por una cuestión de respeto y hasta que no llegaramos a esa instancia, recién íbamos a evaluarlo cuando sea el momento preciso. Fueron pasando los playoffs, le ganamos a La Unión de Formosa el sábado y ya el domingo mismo presentamos la licitación previo a haber hablado con Juan Diego (García) y la gente de la AdC viendo los detalles de esa propuesta si es que pasábamos. Y bueno, ya ayer nos terminaron de avisar que se va a realizar en Córdoba.
Juan Manuel Cavagliatto, responsable del básquet en Instituto.

El primer partido del Final Four fue ante San Lorenzo de Buenos Aires, vigente campeón de la Liga Nacional y que además no había perdido partido alguno en el certamen. Instituto fue mejor que el elenco bonaerense desde el comienzo del partido, encenstando 6 de 8 tiros de tres puntos en el primer cuarto, que ganó 34 a 16. A partir de ahí, el equipo local se basó en defender y mantener la diferencia y se fue al descanso ganando 45 a 32. El tercer cuarto también lo dominó la gloria y cerró 62 a 48, y restando 10 minutos de partido y con base en grandes actuaciones de Cristian Amicucci y Dwayne Davis, cerró el partido 82 a 70 y accedió a la final. Además, clasificó a una competencia internacional en la disciplina por primera vez, la Liga Sudamericana de Clubes. En el partido definitorio se enfrentó a San Martín de Corrientes, que comenzó ganando el encuentro con parcial 10 a 0, pero Instituto revirtió y perdió el primer cuarto tan solo 16 a 17. El segundo cuarto fue parejo y sobre el cierre del mismo Lucas Faggiano, jugador del equipo correntino, convirtió un triple "sobre la chicharra" que decretó un 42 a 35 para la visita. El tercer cuarto fue de bajo goleo para San Martín que ganó 55 a 53, sin embargo el equipo de Facundo Müller no pudo revertir la situación y el último cuarto terminó 74 a 83 y con ello Instituto terminó subcampeón del torneo.
Durante el segundo semestre de 2018 comenzó la temporada 2018-2019 e Instituto tuvo doble competencia, en el plano nacional participó del Súper 20 e internacionalmente disputó la Liga Sudamericana de 2018.
El equipo comenzó la pretemporada renovando con el entrenador Facundo Müller y la gran mayoría del plantel, continuaron 
Santiago Scala, Luciano González, Cristian Amicucci, Facundo Piñero, Gastón Whelan, Sam Clancy, Jr. y el U23 Enzo Rupcic. Además se sumó Pablo Espinoza y el uruguayo Leandro García Morales.
En el Súper 20 integró el grupo B y debutó el 25 de septiembre. Con dos juegos disputados en ese torneo, dos victorias, Instituto viajó a Brasil para disputar el Grupo A de la Liga Sudamericana del 2 al 4 de octubre junto con el local Franca BC, Leones de Quilpué de Chile y Aguada de Uruguay. La Gloria le ganó 75-68 en su presentación a Aguada, y luego 76-70 al elenco chileno, pero cayó en el tercer encuentro 82-80 y quedó segundo del grupo, aun así avanzó de fase. Luego volvió a disputar el torneo local, donde cosechó 3 victorias más y 3 derrotas, para cerrar el grupo segundo con un récord 5-3. En play-offs del torneo se enfrentó a Comunicaciones de Mercedes y por quedar segundo en su zona tuvo ventaja de cancha. Por pedido de los dos clubes la serie alteró su localía y el primer partido se jugó en Córdoba donde ganó el local 76-66, el segundo encuentro se jugó en Mercedes y allí Comu empató la serie (ganó 89-69) y el partido definitorio fue en el estadio de Instituto, donde nuevamente ganó Comunicaciones (77-74) y así el equipo de Müller quedó eliminado del torneo donde el año pasado había terminado segundo.
Luego de ello viajó a Brasil a disputar la segunda ronda de la Liga Sudamericana ante tres equipos de ese país: Flamengo, Minas TC y Bauru. En el primer partido del grupo venció al local Flamengo 91-84, en el segundo al Bauru (83-59) y cerró con victoria 83-64 ante Minas TC para así acceder a la final del torneo. Como logró una diferencia de 50 puntos en su grupo obtuvo ventaja de localía de cara a la final, donde se enfrentó nuevamente con Franca BC. En el primer partido, en Brasil, la Gloria perdió 90-92 pero una semana más tarde y como local logró empatar la serie al ganar el segundo partido 79-68, y así forzó un tercer encuentro que se disputó el 14 de diciembre de 2018. En ese tercer partido no pudo mantener una leve ventaja que logró al término del primer tiempo (42-38) y perdió la final en el último cuarto, al cual ingresaron 67-67. El resultado final del encuentro fue 90-94 para el visitante, en el que se destacó un 50% de eficiencia en triples.
En la Liga Nacional, Instituto finalizaría en segunda posición con 25 victorias y 13 caídas, detrás de San Lorenzo, con quien se enfrentaría en la final y caería en 7 partidos.

### 2019 - 2021
Para la temporada 2019-2020, Facundo Muller abandonaría su cargo para ir al equipo campeón, San Lorenzo. En su reemplazo, la dirigencia de la Gloria contrata a Sepo Ginóbili. Si bien Instituto llego a disputar 22 partidos de la temporada 2019-20, la misma fue suspendida temporalmente el 14 de marzo de 2020 debido a la pandemia de Covid-19 y por concluida en junio del mismo año.
La temporada 2020-2021 pondría en juego la Copa Osvaldo Ardúh en honor al ex-entrenador de Instituto que falleció durante la pandemia. Tras el último puesto en el Torneo Súper 20 2020, el entrenador de Instituto, Sepo Ginobili abandonaría su cargo y asumiria Gustavo Peirone hasta finalizar la temporada, la cual acabarían en octava posición y cayendo nuevamente con San Lorenzo, aunque esta vez, en cuartos de final.

### 2021 - 2025: Era Victoriano
Lucas Victoriano sería el elegido para encarar la siguiente temporada de La Liga Nacional.  La primera competición sería el Torneo Súper 20 donde Instituto demostraría su poderío y se consagra campeón por primera vez en su historia derrotando a Gimnasia y Esgrima de Comodoro Rivadavia en la final por 80-66 en el Gimnasio Angel Sandrin con Nicolás Romano como MVP del torneo. Encarando la Liga Nacional de Básquet 2021-22, Instituto tomaría el papel de protagonista y serio candidato. Finaliza la temporada con 25 victorias y 13 derrotas en la tercera posición, lo que le alcanzaría para evitar la Reclasificación y avanzar directamente a cuartos de final. Allí, vence a Regatas de Corrientes por 3-1, luego se enfrenta con San Martín de Corrientes en las semifinales y consigue su pase a la final por 3-2. En la final se encontraría con el primer clasificado de la temporada regular Quimsa. A pesar de ello, Instituto vence en el quinto juego por 84-85 gracias a dos tiros libres de Martín Cuello y consigue así la primera liga de su historia.
En la temporada 2022-23 disputa la Supercopa de La Liga  nuevamente frente a Quimsa y, con el MVP de Tayavek Gallizzi, se queda con otra copa más. En la Liga consigue la primera posición de la temporada regular con 31 victorias y tan solo 7 derrotas aunque, luego de pasar a Riachuelo por 3-1, cae frente a Boca Juniors en la semifinal por 2-3.
La Liga Nacional de Básquet 2023-24 dejaría a la Gloria en segunda posición con 27 victorias y 11 derrotas, detrás de Quimsa. En playoffs, se encuentra con Regatas y Olímpico de La Banda en cuartos de final y semifinal respectivamente, y a quienes vence por 3-2 en ambas series. En la final se encuentra nuevamente con Boca, el cuarto clasificado, y cae por 4-2. Aunque, en el plano internacional, el 3 de diciembre de 2023, conquista la Liga Sudamericana de Baloncesto, frente a Titanes de Barranquilla en Montevideo.
Para la temporada 2024-25, Instituto disputa la Copa Súper 20 donde cae en la final frente a Boca. Luego, alcanza el Final Four de la Liga de Campeones de Baloncesto de las Américas, siendo eliminado por Boca. En la Liga Nacional queda en el tercer puesto, empatado en victorias y derrotas con Oberá TC, ambos con 26 y 12 respectivamente. En playoffs vence a Riachuelo y a Regatas por 3-1 y, nuevamente, se encuentra con Boca en la final. En una serie igualada, donde 6 de los 7 partidos de la serie se definieron en los últimos minutos, Boca se consagra campeón de la Liga.
El 22 de julio de 2025, Lucas Victoriano abandona su cargo.

### 2025 - Actualidad
Luego de la salida de Victoriano, Diego Vadell sería el encargado de continuar con el proyecto. A la salida del entrenador, se le sumarían las de Alex Negrete y Bautista Lugarini, piezas claves del equipo subcampeón.

## Uniforme
Uniforme local
Similar a la utilizada por el equipo de fútbol, consta de franjas verticales blancas y rojas, y sus pantalones son blancos.
| hasta 2015-16 | 2016-17 | 2017-18 | 2018-19 |

## Instalaciones

### Gimnasio Ángel Sandrín

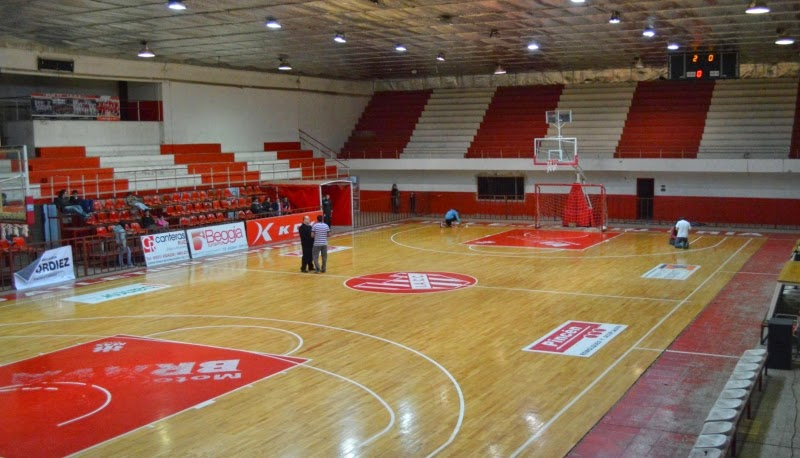
Estadio Ángel Sandrin.

El Gimnasio Ángel Sandrín es el estadio principal de la institución, donde hace de local en sus encuentros tanto a nivel nacional como a nivel local.
A lo largo de su historia, el estadio ha tenido varias remodelaciones y refacciones, entre las más destacables está la colocación del sistema de climatización, el cual permite acondicionar la temperatura dentro del recinto, algo notorio considerando que parte de los torneos se juega en verano, cuando la temperatura exterior suele ser alta, sobre todo en Córdoba, que ronda los 30 °C. Parte de estas reformas surgen de imposiciones por parte de la organización de los torneos, la Asociación de Clubes.

## Datos del club
| En torneos nacionales - Temporadas en primera división: 11 (1985 y 1986, desde 2015-16 en adelante) - Mejor puesto en la liga: Campeón (en 2021-22) - Peor puesto en la liga: 15.º (de 16, en 1986, descendió) - Participaciones en copas nacionales: - Torneo Súper 20: 6 (desde 2017) - Mejor puesto: Campeón (2021) - Supercopa de la LNB: 1 (2022) - Mejor puesto: Campeón (2022) - Temporadas en segunda división - Liga B: 4 (1987 a 1990) - Mejor puesto en la liga: 6.º (1987, 1988 y 1990) - Peor puesto en la liga: 26.º (de 34, en 1989) - Torneo Nacional de Ascenso: 6 (1996-97 a 1998-99, 2012-13 a 2014-15) - Mejor puesto en la liga: Campeón (2014-15) - Peor puesto en la liga: 15.º (de 16, en 1998-99) | En torneos internacionales - Participaciones en LSB: 2 (2018, 2023) - Mejor puesto: Campeón (2023) - Participaciones en BCLA: 3 (2019-20, 2021 y 2022-23) - Mejor puesto: semifinalista (2019-20) |

## Plantel profesional y cuerpo técnico

### Mercado de invierno 2025
| Siguen de la temporada 2024-25 | Siguen de la temporada 2024-25 |
| Jugador                        | Posición                       |
| ------------------------------ | ------------------------------ |
| Leandro Vildoza                | Base                           |
| Nicolás Copello                | Escolta                        |
| Tomás Monacchi                 | Escolta                        |
| Javier Saiz                    | Pívot                          |

#### Altas
| Altas         | Altas      | Altas             |
| Jugador       | Posición   | Procedencia       |
| ------------- | ---------- | ----------------- |
| Diego Vadell  | Entrenador | Libre             |
| Gastón Whelan | Base       | Unión de Santa Fe |

#### Bajas
| Bajas             | Bajas      | Bajas                 |
| Jugador           | Posición   | Destino               |
| ----------------- | ---------- | --------------------- |
| Lucas Victoriano  | Entrenador | Libre                 |
| Luciano Guerra    | Base       | Peñarol               |
| Alex Negrete      | Escolta    | Flamengo              |
| Bautista Lugarini | Alero      | Grupo Alega Cantabria |
| Lee Aaliya        | Ala-pívot  | UCAM Murcía           |

## Jugadores destacados
| Equipo campeón de Liga Nacional de Básquet 2021-22 2 Mateo Chiarini 5 Gastón Whelan 7 Federico Elías (U23) 8 Luciano González 10 Nicolás Copello 13 Juan Cruz Frontera (U23) 14 Toni Vicens 30 Juan Cruz Tulian (U23) 33 Nicolás Romano 44 Martín Cuello 83 Tayavek Gallizzi 93 Mariano Fierro DT Lucas Victoriano Equipo subcampeón de Liga Sudamericana de Clubes 2018 1 Federico Pedano (J) 3 Enzo Rupcic (U23) 4 Dwayne Davis 5 Gastón Whelan 6 Santiago Scala 8 Luciano González 9 Cristian Amicucci 10 Facundo Piñero 11 Leandro García Morales 17 Lucas Reyes (J) 22 Pablo Espinoza 30 Juan Cruz Tulian (J) 50 Sam Clancy DT Facundo Müller | Equipo campeón de Torneo Súper 20 2021 2 Mateo Chiarini 3 Cristian Amicucci 5 Gastón Whelan 7 Federico Elías (U23) 8 Federico Pedano 10 Nicolás Copello 13 Juan Cruz Frontera (U23) 30 Juan Cruz Tulian (U23) 33 Nicolás Romano 44 Martín Cuello 83 Tayavek Gallizzi DT Lucas Victoriano Equipo subcampeón de Liga Nacional de Básquet 2018-19 3 Enzo Rupcic (U23) 5 Gastón Whelan 6 Santiago Scala 8 Luciano González 9 Cristian Amicucci1 10 Facundo Piñero 15 Esteban Batista 16 Rodney Green 22 Pablo Espinoza 30 Juan Cruz Tulian (J) 50 Sam Clancy, Jr. DT Facundo Müller |

1: En 2019 Cristian Amicucci sufrió una lesión que lo marginó del resto de la temporada cuando terminó la fase regular del torneo. No disputó los play-offs pero participó en toda la fase regular, donde Instituto terminó segundo en la tabla general.

## Entrenadores
| # | Ciclo | Entrenadores          | Mandatos  | Premios / Campeonatos                                 | Premios / Campeonatos  | Premios / Campeonatos      | R      |
| # | Ciclo | Entrenadores          | Mandatos  | Colectivos                                            | Colectivos             | Individuales               | R      |
| # | Ciclo | Entrenadores          | Mandatos  | Nacionales                                            | Internacionales        | Individuales               | R      |
| - | ----- | --------------------- | --------- | ----------------------------------------------------- | ---------------------- | -------------------------- | ------ |
| 1 |       | Mauro Felauto         | 2011-2014 |                                                       |                        |                            | [ 68 ] |
| 2 |       | Osvaldo Arduh         | 2014-2015 | TNA 2014-15                                           |                        |                            | [ 69 ] |
| 3 |       | Maximiliano Seigorman | 2015-2016 |                                                       |                        |                            | [ 70 ] |
| 4 |       | Ariel Rearte          | 2016-2017 |                                                       |                        |                            | [ 71 ] |
| 5 |       | Facundo Müller        | 2017-2019 |                                                       |                        |                            | [ 72 ] |
| 6 |       | Sebastián Ginóbili    | 2019-2021 |                                                       |                        |                            | [ 73 ] |
| 7 |       | Gustavo Peirone       | 2021      |                                                       |                        |                            | [ 74 ] |
| 8 |       | Lucas Victoriano      | 2021-2025 | Súper 20 2021, LNB 2021-22, Supercopa de La Liga 2022 | Liga Sudamericana 2023 | Entrenador del Año 2022-23 | [ 75 ] |

## Palmarés

### Torneos internacionales
- Campeón Liga Sudamericana de Baloncesto 2023
- Subcampeón Liga Sudamericana de Baloncesto 2018

### Torneos nacionales
- Campeón Supercopa de la Liga Nacional 2021-22
- Campeón Liga Nacional de Básquet 2021-22[5]
- Campeón Torneo Súper 20 2021
- Campeón Supercopa de La Liga 2022
- Subcampeón Liga Nacional de Básquet 2018-19 y Liga Nacional de Básquet 2023-24
- Subcampeón Torneo Súper 20 2017
- Subcampeón Copa Súper 20 2025
- Campeón Torneo Nacional de Ascenso 2014-15

### Torneos amistosos
- Campeón Torneo Súper 8 Solidario 2017-18[cita requerida]
- Campeón Torneo Súper 9 Solidario 2018[76]
- Campeón Torneo Súper 10 Solidario 2019
- Campeón Torneo Súper 8 2023